# Pronectria subimperspicua
Pronectria subimperspicua är en lavart som först beskrevs av Speg., och fick sitt nu gällande namn av Lowen 1990. Pronectria subimperspicua ingår i släktet Pronectria och familjen Bionectriaceae.   Inga underarter finns listade i Catalogue of Life.